# Mediaset España
Grupo Audiovisual Mediaset España Comunicación, S.A.U. (anteriorment Gestevisión Telecinco, S.A. i Mediaset España, S.A.) és un grup de comunicació espanyol, filial de MFE - MediaForEurope, creat el març de 1989, l'activitat se centra, essencialment, en la producció i exhibició de continguts televisius. Actualment opera els canals de televisió Telecinco, Cuatro, FactoríaDeFicción, Boing, Divinity, Energy i Be Mad TV.
El grup posseeix diverses empreses del sector, com l'agència de notícies Atlas, la gestora de publicitat Publiespaña o la productora audiovisual de cinema i televisió Telecinco Cinema.
L'11 de març de 2011, després de la compra de Cuatro i la creació de nous canals, l'empresa va informar a la CNMV que, a la Junta d'Accionistes, es modificaria la denominació social de la companyia a Mediaset España. El 2019 el grup va adquirir el 100% del portal esportiu El Desmarque, i a més va llançar els seus nous mitjans digitals, Uppers i NIUS com a nous mitjans nadius digitals.

El 3 de maig del 2023, Mediaset España va deixar de ser un grup independent per ser una filial de MFE-MediaForEurope, per la qual cosa des de llavors no cotitza a la borsa espanyola.

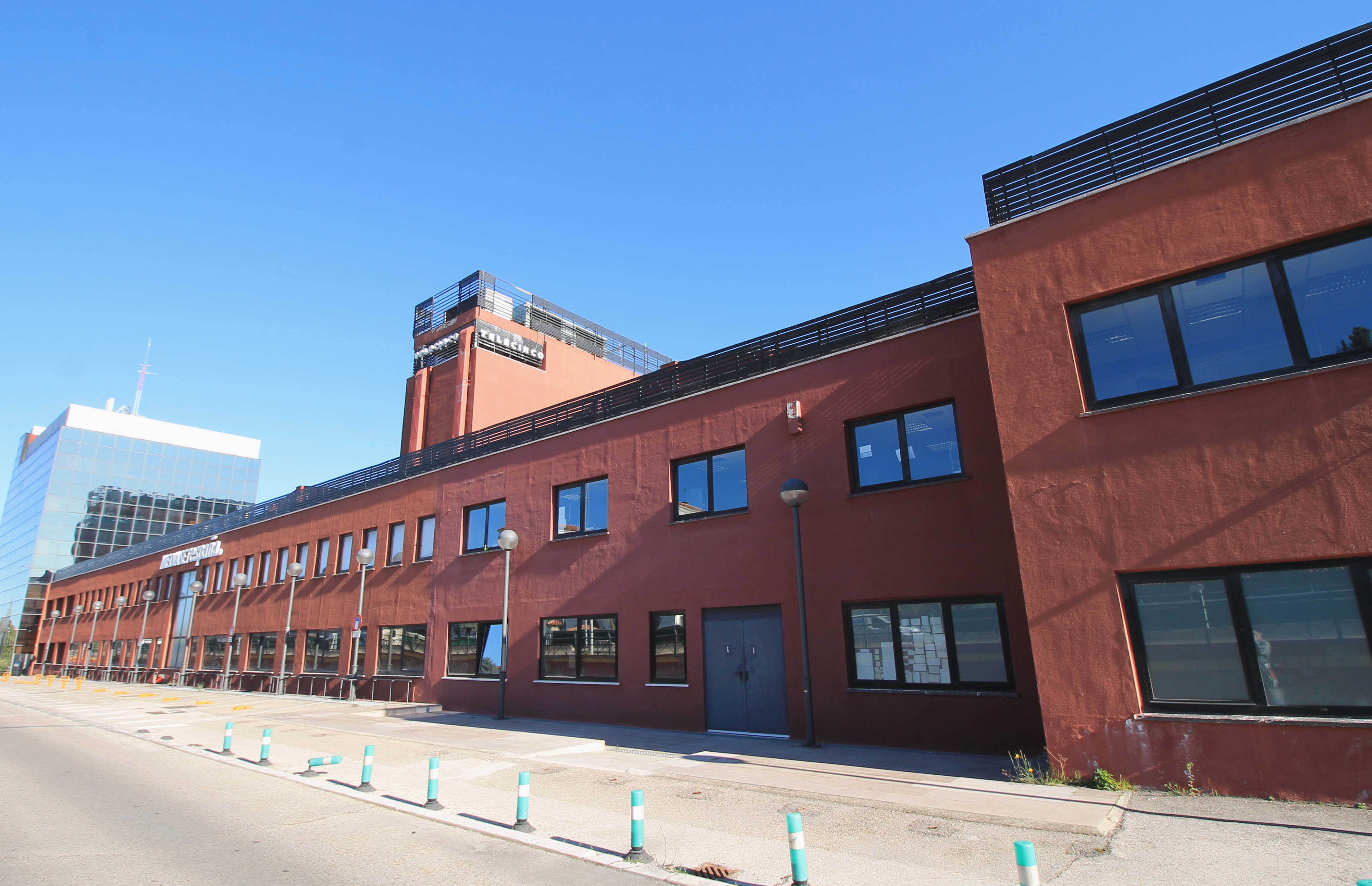
Seu de Mediaset España, a Madrid.

## Història

### Inicis: etapa Lazarov
Gestevisión Telecinco es va constituir el 10 de març de 1989 per presentar-se al concurs de televisió privada, que va anunciar el govern de Felipe González a l'empara de la recent aprovada Llei de Televisió Privada. El seu primer president va ser Germán Sánchez Ruipérez i, amb un capital de 250 milions de pessetes, la seva primera composició societària es distribuïa de la següent manera:
- Fininvest, presidida per Silvio Berlusconi (25%);
- Divercisa, pertanyent a l'Organització Nacional de Cecs d'Espanya (ONCE), presidida per Miguel Durán (25%);
- Societat Europea de Comunicació i Informació (CECISA), pertanyent a Ediciones Anaya, presidida per Germán Sánchez Ruipérez (25%);
- Juan Fernández Montreal, propietari de Chocolates Trapa (15%);
- Promociones Calle Mayor, de l'empresari de la construcció Ángel Medrano Cuesta (10%).

El 25 d'agost de 1989 va obtenir amb Antena 3 Televisión i Sogecable, la llicència d'emissió, en concessió de deu anys, per operar una canal de televisió privat, en obert, d'àmbit nacional.
Al començament de 1990, les discrepàncies sorgides entre els socis, d'una banda, Anaya i Fernández Montreal, propietaris del 40% i de l'altra, Berlusconi, l'ONCE i Ángel Medrano (amos de la part restant), van provocar la sortida del president, Germán Sánchez Ruipérez, i de Juan Fernández Montreal. Amb aquesta sortida, el fins ara vicepresident, Miguel Durán, va passar a ser el president de la societat.
La sortida d'Anaya i Juan Fernández Montreal va provocar diversos moviments accionarials, entre ells l'entrada a Gestevisión Telecinco de l'empresari català Javier de la Rosa, propietari de Gran Tibidabo, que va adquirir un 25% del capital a través de la societat Telefuturo.
Ja amb Miguel Durán com a president i Valerio Lazarov, fins llavors responsable de Canale 5, Telecinco es va convertir en la segona cadena privada en emetre, a nivell nacional, a Espanya. Les seves emissions es van iniciar el 3 de març de 1990, a les 20h, amb l'emissió de la gala inaugural Por fin juntos!, Presentada per Victoria Abril i Miguel Bosé des del Teatre Lope de Vega de Madrid i, posteriorment, amb l'emissió de la pel·lícula A la recerca de l'arca perduda i un combat de boxa. Les primeres emissions només es realitzaven per a Madrid i Barcelona i l'horari de la programació es limitava a la tarda/nit.

### Etapa Carlotti
A partir de 1993 la fórmula de Lazarov va començar a patir un important desgast, sent desbancada en els índexs d'audiència per la seva competidora directa, Antena 3. Aquest fet, sumat a les fortes pèrdues econòmiques, van provocar una crisi institucional, que va provocar la sortida de l'ONCE de l'accionariat de l'empresa i la substitució, el desembre de 1993, de Valerio Lazarov per Maurizio Carlotti, home de confiança de Berlusconi.
Una de les primeres mesures de Carlotti va ser aplicar dràstics retalls de despeses, amb l'acomiadament del 40% de la plantilla, cosa que va provocar la primera vaga en una televisió privada a Espanya.
El 1996 el Grup Correu-Prensa Española, que posteriorment s'anomenà Vocento, va entrar en l'accionariat en adquirir el paquet de l'ONCE per 81.140.000 i el 1997, Telecinco va estrenar nova identitat corporativa, eliminant el logotip característic de les televisions controlades per Mediaset.
Durant aquest període, els canvis accionarials de 1990 van ser investigats per la Fiscalia Anticorrupció, que va sol·licitar al jutge de l'Audiència Nacional, Baltasar Garzón, la imputació de 38 persones, entre elles Silvio Berlusconi, Valerio Lazarov, Javier de la Rosa, Ángel Medrano i Miguel Durán, per presumpte frau fiscal i vulneració de la Llei de la Televisió, ja que, segons la Fiscalia i l'Advocacia de l'Estat, Fininvest i l'ONCE havien introduït a testaferros en l'accionariat de la societat amb l'objectiu de burlar el límit del 25% del capital establert per la llei.

### Etapa Vasile
El març de 1999 Maurizio Carlotti va ser nomenat vicepresident, essent substituït com a conseller delegat per Paolo Vasile, també afí a l'òrbita de Mediaset.
Durant aquest període s'estrenen programes, com Gran Hermano, que passarien a ser clàssics de la televisió, i que van portar a Telecinco a reprendre aquest mateix any, el segon lloc en audiències anuals.
El 2002, el grup Vocento va vendre el 12% de les seves accions a Mediaset, per 276 milions, per incompatibilitat d'aquest nombre d'accions, amb les que tenia en la nova concessionària de televisió digital SGT Net TV.
Aquest mateix any, el 3 d'abril, van començar les emissions a través de la TDT.
El 24 de juny de 2004 Gestevisión Telecinco va entrar en el mercat borsari. Les seves accions van aconseguir una ràpida revaloració (un 49,6% en els cinc mesos) i el gener de 2005 va entrar a l'índex IBEX 35. Després de la seva sortida a borsa el 2004, el Grup Telecinco quedava compost per Mediaset Investimenti, amb el 50,1% de les accions, Vocento amb el 5,1% i la resta (44,8%) en capital flotant i accionistes de borsa.
El 30 de novembre de 2005 van començar les emissions de dos nous canals temàtics, exclusivament digitals. D'una banda Telecinco Sport, dedicat exclusivament a l'esport, i de l'altra Telecinco Estrellas, centrat en la ficció i l'entreteniment. El desembre de 2007 es posa en marxa un quart canal, considerat un servei addicional, anomenat Cincoshop, dedicat a la televenda.
El 2006 Telecinco compra el 15% de la productora Alba Adriática, i després d'aquesta compra la productora queda lligada a la cadena amb un contracte d'exclusivitat, és a dir, Alba Adriática no pot vendre cap producte a cap canal llevat que aquest fos rebutjat per Gestevisión Telecinco.
El juliol de 2007 Mediacinco Cartera (societat participada en un 75% per Gestevisión Telecinco i el 25% Mediaset9 juntament amb Cyrte Fund i GS Capital Partners adquireix a Telefónica el 75% d'Endemol, la major productora europea.
El 18 de febrer de 2008, Gestevisión Telecinco decideix renovar els seus canals de TDT. Telecinco Sport va ser substituït per un canal amb traços més generalistes anomenat Telecinco 2 i Telecinco Estrellas és substituït per un canal de la mateixa temàtica, però que recuperava una marca històrica de la televisió de pagament (Factoría de Ficción) anomenat FDF Telecinco.
Al llarg de 2009 Vocento va anar venent al mercat part del seu paquet del 5,1%, confirmant, l'1 d'agost de 2009 la seva sortida definitiva de Telecinco.
Durant el maig de 2009, Gestevisión Telecinco torna a retocar els seus canals en TDT. El canvi més important es produeix a Telecinco 2, que passa a anomenar-se LaSiete, una televisió amb el mateix contingut generalista, però enfocada als joves, i centrada en l'entreteniment i les telerealitat. D'altra banda, el canal FDF Telecinco perd el seu logotip històric, però recupera el nom complet de la marca després d'adoptr el nom Factoría de Ficción.
El dia 18 de desembre de 2009, Mediaset, accionista majoritari de Gestevisión Telecinco i PRISA, propietària de la totalitat de Sogecable, van presentar un acord de fusió de les seves cadenes de televisió en obert (Telecinco i Cuatro).
Després de l'acord de fusió, Cuatro i la seva llicència d'emissió es van separar de Sogecable, i aquesta empresa va ser adquirida completament per Gestevisión Telecinco. Juntament amb aquest acte, PRISA va obtenir accions de nova emissió de Gestevisión Telecinco, del 18% del capital social d'aquesta empresa.
Aquest acord converteix Gestevisión Telecinco en la major cadena de televisió d'Espanya per quota d'audiència. En total el grup té un total de nou canals a la TDT: Telecinco, Cuatro, LaSiete, FactoríaDeFicción, Boing, CNN +, Canal + Dos, Cincoshop i un canal de pagament per determinar. Els cinc primers són propietat de Gestevisión Telecinco i Canal + Dos, CNN+ i el canal de pagament per determinar són propietat de Sogecable. A més compten amb un servei addicional de telebotiga anomenat Cincoshop.
El president de la societat resultant (que va mantenir les marques i línies editorials de les dues cadenes) és Alejandro Echevarría, amb dos consellers delegats que són Paolo Vasile (Continguts) i Giuseppe Tringali (Publicitat). PRISA té també dos consellers delegats i té la vicepresidència de l'operadora.
Prèviament a aquest acord, es va formalitzar l'entrada de Mediaset en l'accionariat de Digital+, amb el 22% de les accions.
40 latino, i Canal Club, seran el setembre substituïts (a la TDT) per altres canals en obert o de pagament. Canal Club desapareixerà a causa de l'existència de Cincoshop, ja que el múltiplex de Gestevisión Telecinco tenia 2 serveis addicionals operatius. 40 latino cessarà les seves emissions en TDT el 23 de setembre per ser substituït per Canal+ Dos. No obstant això, el canal patirà una profunda renovació de la seva programació, ja que seguirà emetent per a plataformes de pagament com Digital+ i Imagenio. Després de la compra de Cuatro per part de Gestevisión Telecinco i l'entrada d'aquesta en l'accionariat de Digital+ el desembre de 2009, al principi de la temporada 2010 -2011 es produirà una fusió de mitjans materials i humans entre Informativos Telecinco i Noticias Cuatro amb seu a les instal·lacions de Gestevisión Telecinco a Fuencarral, cosa que no afectarà CNN+, ja que Gestevisión Telecinco va cedir una de les seves 8 senyals perquè Sogecable la gestioni tota per emissió en obert. A més, amb la nova temporada arribarà Boing, un canal derivat del contenidor de sèries i dibuixos animats orientat cap al públic infantil i juvenil. La fusió conclourà el mes de setembre després dels continus retards per part de diversos òrgans del sistema espanyol que no la veien amb bons ulls, com ara la Comissió Nacional de la Competència.
Abans, el 19 de juliol de 2010, Telecinco, LaSiete i FactoríaDeFicción se sumen a la pauta única publicitària (ideada inicialment per Antena 3 amb el seu "3.0"), és a dir, emetre exactament els mateixos anuncis a les tres cadenes, ocasionant talls bruscs i augment de la publicitat en els canals secundaris, una cosa molt criticada pels usuaris, però suposadament molt rendible, segons el Grup Antena 3. Van començar provant per franges fins a implantar-ho el 100% a l'agost de 2010.
Amb la fusió de Telecinco i Cuatro, Gestevisión Telecinco passa a tenir un total de nou canals, a la TDT: Telecinco, Cuatro, LaSiete, FactoríaDeFicción, Boing, Canal+ Dos, CNN+, Cincoshop i un canal de pagament per determinar. Tots aquests canals són propietat de Gestevisión Telecinco excepte Canal+ Dos, CNN+ i el canal de pagament per determinar, que són propietat de Sogecable.
El desembre de 2013 va ser multada per la Comissió Nacional dels Mercats i la Competència amb 1,57 milions d'euros per l'emissió de programes no aptes per als infants en horari protegit.

## Televisió Connectada (HbbTV)
En maig de 2011, Mediaset España i Telefónica van signar un acord per posar en marxa les primeres proves a la Televisió Connectada a Internet, una aliança plantejada sota exigents terminis de temps per obtenir com més aviat millor la definició d'estàndards i tecnologies de referència, la troballa dels serveis interactius clau, la definició de les capacitats necessàries per a l'execució del servei i l'impuls del parc de dispositius compatibles a través dels fabricants per, en una següent fase, explorar les opcions en els models de negoci que s'obren amb aquesta nova capacitat de comunió espaciotemporal de televisió i Internet.
El primer pas després d'aquest acord serà la creació d'una televisió a la carta amb l'oferta de continguts de Mediaset Espanya a Movistar Videoclub, la plataforma OTT (Over The Top) de Telefónica Espanya que possibilita la distribució de continguts VoD (Video on Demand) en qualitat estàndard i en alta definició, que es complementarà amb la possibilitat de crear ofertes en model de subscripció. Al mateix temps, Mediaset España es convertirà en la primera empresa audiovisual del país en desenvolupar un conjunt d'aplicacions de Televisió (TV Apps) per enllaçar a alguns dels seus programes de més èxit des de la secció El meu Món, de Movistar Imagenio, en la primera fase ambdues companyies tractaran d'avaluar l'acollida de l'audiència d'aplicacions interactives en què, per exemple, poden obtenir informació multimèdia addicional sobre els personatges i presentadors d'una sèrie o programa.
Mediaset Espanya pot incloure de manera immediata els seus continguts en plataformes de vídeo a Internet (com els portals de Telecinco i Cuatro Mitele i Play Cuatro o, per part de Telefónica, Terra TV), disponible tant per a PC i tablets com, per algunes televisions amb connexió a Internet. Continguts addicionals i connexió a xarxes socials des de la pantalla del televisor. És el que ofereix la tecnologia HbbTV (Hybrid Broadcast TV), que Mediaset Espanya i Telefónica comencen a provar en programes, informatius i sèries des del 18 de juny de 2011 en mode de proves.

## Plataformes de televisió en línia
- El 25 d'octubre de 2011, el Grup Mediaset España va renovar el portal oficial de telecinco.es estrenant nou web. A partir d'ara s'ofereixen nous continguts amb noves seccions com programes i sèries en directe i a la carta. Una de les novetats, és que pots informar-te millor amb les xarxes socials, hauran seccions pròpies amb alguns dels teus presentadors favorits i podràs crear una nova línia de participació amb la cadena. A més, la nova web ha canviat de color, passant del vermell ataronjat al blau, destacant així el color de la seva imatge corporativa actual.[21]

- El 16 de novembre de 2011, el grup Mediaset España va llançar una plataforma de televisió en línia, a través del portal MITELE. Els seus continguts, de moment, són l'emissió de sèries i programes de Telecinco i Cuatro en directe, oa la carta. L'única condició, és que no necessites estar registrat ni abonar cap import per veure els continguts d'aquesta web. A més, els usuaris que tinguin un perfil registrat, podran relacionar-se i interaccionar amb altres internautes a la comunitat de MITELE.[22]

## Fitxatge de personal
- El 8 de juny de 2011, Mediaset España i la productora Mandarina van fitxar a un històric de Globomedia per als seus projectes d'humor en Cuatro. Així, el grup va reforçar el seu equip creatiu i de producció amb la incorporació d'Ángel Ayllón com a director de Programes d'Humor i Entreteniment.[23]

- El 16 de juny de 2011, Mediaset España va anunciar el fitxatge d'Isabel Jiménez per als informatius de Telecinco. La periodista ha estat fins ara reportera de la secció de Societat de 'Antena 3 Notícies'. L'agost de 2011, Isabel debutarà en Informatius Telecinco i conduirà amb David Cantero l'espai de sobretaula de dilluns a divendres.

- El 29 de juny de 2011, Mediaset España va anunciar el fitxatge més premiat per a la cadena. Roberto Arce prendrà el relleu de Manu Carreño en Notícies Cuatro a partir de setembre. Així el Grup Mediaset España reforça l'equip de presentadors de la seva oferta informativa juntament amb el fitxatge d'Isabel.

- El 30 de juny de 2011, Mediaset España va anunciar per sorpresa el fitxatge d'Isabel Pantoja i el seu fill Kiko Rivera. Així la família Pantoja, s'incorporarà pròximament al planter de col·laboradors de la companyia després d'haver llimat asprors amb la cadena.[24]

## Canals del grup
El Grup Mediaset España, té diversos canals dedicats a diferents temes i gèneres, que està agrupats segons el mitjà de difusió i les empreses que aglutina. Actualment compta amb set canals de televisió en obert, un de pagament i un altre per determinar per a un tipus de públic masculí.

### Televisió
En televisió, Mediaset España agrupa per a l'emissió dins de territori espanyol dos canals generalistes i altres cinc temàtics. Totes les cadenes es poden veure a través de TDT, plataformes de satèl·lit o cable. Els canals són:
- Telecinco: És el primer canal generalista del grup dedicat a tots els públics on emet una programació composta per espais propis així com programes d'entreteniment i reality show, concursos, sèries nacionals i internacionals, informatius i cinema, entre d'altres. Ofereix un contingut alternatiu a diferents televisions generalistes.

- Cuatro: És el segon canal generalista del grup dedicat a un públic juvenil i masculí que conté principalment sèries americanes i programes de producció pròpia, així com magazines i programes d'actualitat, informatius i esports, a més de la seva emissió de cinema exclusiu. Va ser un canal fundat pel Grup Prisa i les seves emissions regulars van començar el 7 de novembre de 2005.

- Factoría de Ficción: És un canal temàtic dedicat a la ficció ia l'entreteniment juvenil. Les sèries emeses són majoritàriament de producció internacional, principalment de procedència nord-americana. Compte a més amb sèries de producció nacional de grans èxits.

- Boing: És un canal temàtic infantil / juvenil que emet sèries, dibuixos animats i pel·lícules Disneydurant tot el dia. Compte a més amb programes de producció pròpia, així com concursos infantils i en família.

- Divinity: És un canal temàtic dirigit especialment al públic femení que reflecteix l'esperit rigorós i informal del món de les celebrities, les tendències i la crònica social. Aquest canal emet sèries nacionals i internacionals i programes de producció pròpia durant gran part del dia.

- Energy: És un canal temàtic dirigit especialment a un públic principalment masculí, jove i urbà, on dediqués gran part als esdeveniments esportius, així com la cobertura del Mundial de motociclisme o la Eurocopa,[25] la ficció de cinema i sèries americanes, documentals i generalment a l'entreteniment varonil.

- Be Mad TV: Nou canal temàtic possiblement destinat al public juvenil.

## Direcció
| Accionista         | Capital social (%) |
| ------------------ | ------------------ |
| MFE-MediaForEurope | 82,92%             |
| Capital flotant    | 17,08%             |
| Total              | 100,00%            |

- President no executiu: Alejandro Echevarría
- Vicepresident no executiu: Juan Luis Cebrián
- Conseller Delegat de Continguts: Paolo Vasile
- Conseller Delegat de Publicitat: Giuseppe Tringali

## Presidents
| Presidente                        | Inicio              | Final               |
| --------------------------------- | ------------------- | ------------------- |
| Germán Sánchez Ruipérez           | 10 de març de 1989  | 15 de gener de 1990 |
| Miguel Durán Campos               | 15 de gener de 1990 | 15 de maig de 1996  |
| Alejandro Echevarría Busquet      | 15 de maig de 1996  | 20 d'abril de 2022  |
| Francisco de Borja Prado y Eulate | 20 d'abril de 2022  | present             |

## Empreses del grup
Mediaset España Comunicación controla diverses empreses del món de la comunicació com:
- Atlas: agència de notícies i productora d'espais informatius.
- Publiespaña: gestora de publicitat.
- Alba Adriática: (15%), conglomerat de diverses productores.
- SALTA: productora de programes de televisió.
- Produccions Mandarina: productora de programes i sèries de televisió.
- Grup Editorial Telecinco (GET): explotació comercial de les obres musicals de la cadena.
- Publimedia Gestió: comercialització de suports multimèdia.
- Europortal Jumpy Espanya: antiga comunitat d'internet, actualment telecinco.es.
- Sogecable Media, S.L. (publicitat de Canal+ i antiga gestora publicitaria de Cuatro).
- Companyia Independent de Notícies de Televisió, SL (producció de Notícies Cuatro).
- Canal+: propietat del 22% del canal de pagament de Prisa TV.
- CaribeVisión: propietat del 28,3% del canal de televisió americà.
- Endemol: propietat al costat de Mediaset, del 75% de la productora.
- UNE: xarxa de televisions locals.